# ニノ・ジョンソン
ニノ・ジョンソン（Nino Johnson、1993年1月15日 - ）は、アメリカ合衆国のバスケットボール選手である。ポジションはパワーフォワード・センター。2015年に日本でプレー。

## 来歴
テネシー州メンフィス出身。ホワイト・ステーション高校ではESPNにより国で17番目のパワーフォワードに選ばれた。
サウスイースト・ミズーリ州立大学では4年間で公式戦119試合に出場。
大学卒業後はプロ選手となり、2015年9月15日、TKbjリーグの高松ファイブアローズに加入。10月3日、リーグ開幕戦の浜松・東三河フェニックス戦で初出場し、17得点16リバウンド2アシスト4スティールを記録。4月13日大麻所持の疑いで逮捕され、20日付で契約解除により退団。28日、不起訴となる。退団まで2015-16シーズンの48試合に出場し、1試合12.3得点だった。

## 経歴
ホワイト・ステーション高校 → サウスイースト・ミズーリ州立大学（2011‐2015） →  高松ファイブアローズ (2015-2016)